# Hoplitis brevicornis
Hoplitis brevicornis là một loài Hymenoptera trong họ Megachilidae. Loài này được Morawitz mô tả khoa học năm 1880.